# 구쓰키 쓰나하루
쿠츠키 츠나하루/츠나바리(일본어: 朽木 綱張 くつき つなはる/つなばり[*])는 탄바국 후쿠치야마번 12대 번주이자, 후쿠치야마번 쿠츠키가 13대 당주이다.

## 생애
분카 13년 (1816년) 8월 6일, 오미국 제제번주 혼다 야스츠구의 차남으로 태어났다. 쿠츠키가에서는 5대 번주 토우츠나에서 6대 츠나사다에의 상속 이래 대대로 토우츠나 계통과 츠나사다 계통 사이에서 양통질립의 형태로 순양자를 거듭해 왔지만, 11대 츠나에다가 양자로 삼았던 츠나노리 (10대 츠나카타의 친자)가 요절했다. 대신 츠나카타의 둘째 딸 (츠나노리의 여동생)의 사위로 츠나하리가 양자가 되었다. 덴포 5년 (1834년) 11월 1일, 11대 쇼군 도쿠가와 이에나리를 배알한다. 같은 해 12월 16일, 종5위하 카와치노카미에 서임, 후에 오미노카미로 바뀌었다. 덴포 7년 (1836년) 7월 29일, 츠나에다의 사망으로 가독을 이었다.
덴포 13년 2월 12일, 오사카 카반을 맡게된다. 고카 3년 (1846년) 6월 18일, 소샤반에 취임한다. 분큐 원년 (1861년) 5월 26일, 소샤반 사임한다. 게이오 원년 (1865년) 3월 4일, 다시 소샤반에 취임한다.
번 재정난을 재건하기 위해, 하라이 소자에몬(原井惣左衛門), 이치카와 기에몬(市川儀右衛門)등을 등용했지만, 이들은 개혁이라 칭하며 농민들에게서 세금을 무겁게 매겨 징수하는 악정을 펼쳤다. 이 때문에, 만엔 원년 (1860년) 8월에 대규모 백성 잇키가 일어나, 두 사람은 책임자로써 할복을 하고, 거기다가 츠나하리도 소샤반에서 사직하게 되었다.
막부 말기는 좌막파로써 셋츠국의 해상방어, 금문의 변, 제 2차 쵸슈 정벌에도 참가했지만, 게이오 3년 (1867년) 2월 25일, 중풍으로 52세의 나이로 후쿠치야마에서 사망했다.
츠나하리는 츠나에다의 딸의 사위인 히로츠나를 양사자로 했지만, 요절했기 때문에, 친자이자 장자인 모리츠나가 뒤를 이었다.

## 가족 관계
- 아버지 : 혼다 야스츠구
- 어머니 : 불명
- 양아버지 : 쿠츠키 츠나에다
- 정실 : 사야카(健) - 쿠츠키 츠나카타의 딸
- 계실 : 노부코(伸子) - 혼다 스케토시의 딸
- 생모 불명의 자녀
  - 장남 : 쿠츠키 모리츠나 (1845년 ~ 1883년)
  - 아들 : 蹇之助
  - 딸 : 쿠츠키 츠나아키라의 정실
- 양자
  - 아들 : 쿠츠키 히로츠나 - 요네쿠라 마사나가의 5남
  - 딸 : 타나베 마사요리의 계실 - 쿠츠키 츠나에다의 딸

| 전임 쿠츠키 츠나에다 | 제12대 후쿠치야마번 번주 1836년 - 1867년 | 후임 쿠츠키 모리츠나 |